# Septemvrijtsi (Dobritsj)
Septemvrijtsi of Septemvriytsi (Bulgaars: Септемврийци) is een dorp in Bulgarije. Het dorp is gelegen in de gemeente Kavarna in de oblast Dobritsj en telde op 31 december 2019 ruim 400 inwoners. Het dorp ligt ongeveer 43 km ten zuidoosten van Dobritsj en 420 km ten noordoosten van Sofia.

## Geschiedenis
De Turkse naam van het dorp was Delne Bey Koy (Bulgaars: Делне бей кьой). De naam werd krachtens decreet 462, afgekondigd op 21 december 1906, veranderd naar Tsar Boris (vernoemd naar Boris I van Bulgarije). Bij ministerieel besluit 5011, afgekondigd op 15 augustus 1947, kreeg deze plaats de huidige naam Septemvrijtsi.

## Bevolking
Op 31 december 2019 telde het dorp 427 inwoners, een daling vergeleken met het maximum 888 personen in 1965.
| Bevolkingsontwikkeling tussen 1934 en 2019          |
| --------------------------------------------------- |
|                                                     |
| Bron: Nationaal Statistisch Instituut van Bulgarije |

Het dorp heeft een gemengde bevolking: er wonen etnische Bulgaren en Turken. Meer dan de helft van de bevolking heeft een andere etniciteit of helemaal geen etniciteit aangegeven op de optionele volkstelling van 2011.
| Etnische samenstelling van de respondenten (2011) | Etnische samenstelling van de respondenten (2011) | Etnische samenstelling van de respondenten (2011) | Etnische samenstelling van de respondenten (2011) | Etnische samenstelling van de respondenten (2011) |
| ------------------------------------------------- | ------------------------------------------------- | ------------------------------------------------- | ------------------------------------------------- | ------------------------------------------------- |
|                                                   |                                                   |                                                   |                                                   |                                                   |
| Bulgaren                                          | Bulgaren                                          |                                                   | 34,5%                                             | 34,5%                                             |
| Turken                                            | Turken                                            |                                                   | 10,0%                                             | 10,0%                                             |
| Roma                                              | Roma                                              |                                                   | 0,0%                                              | 0,0%                                              |
| Anders/Onbekend                                   | Anders/Onbekend                                   |                                                   | 55,6%                                             | 55,6%                                             |